# 高知県立室戸高等学校

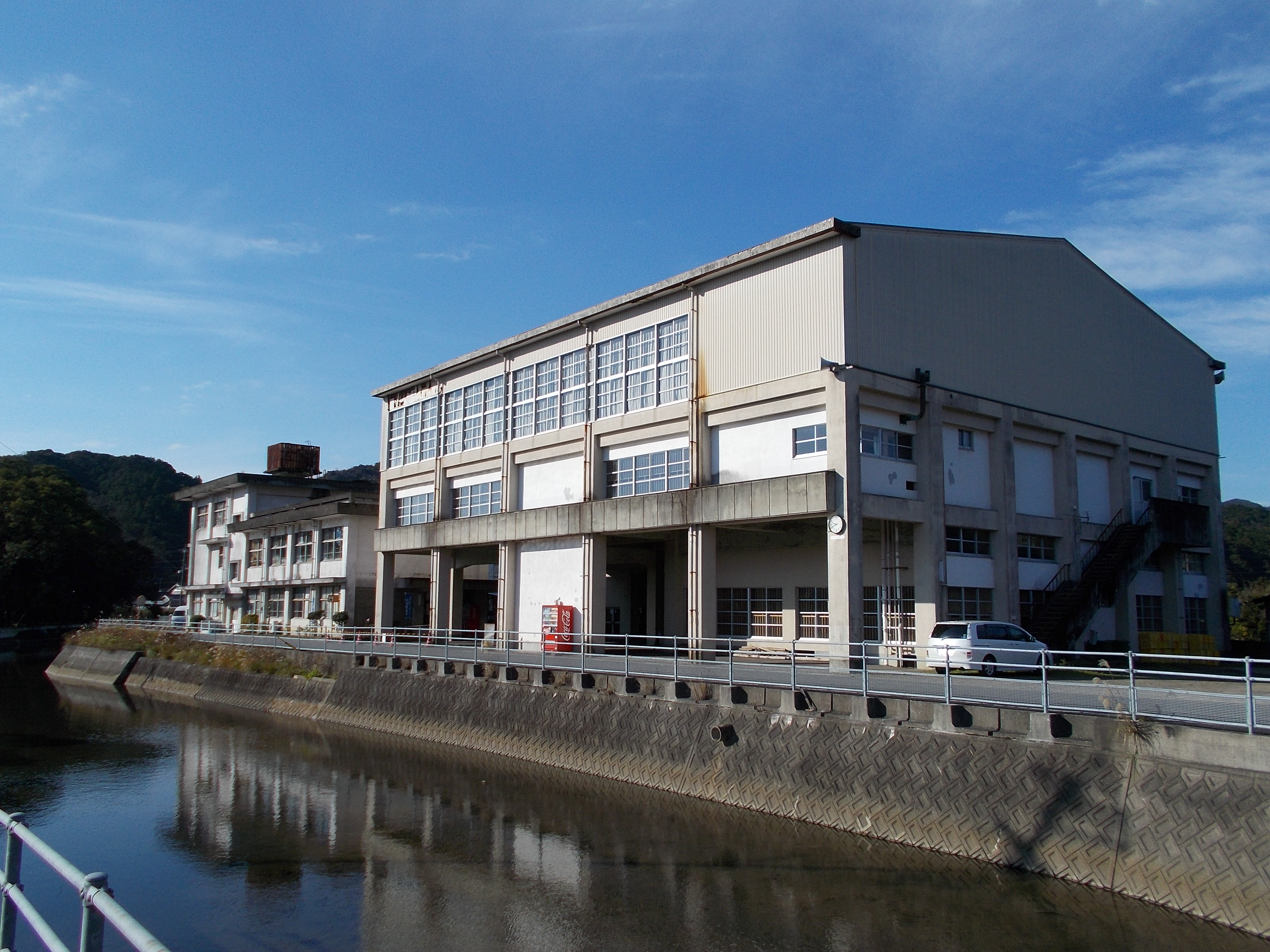
甲浦分校

高知県立室戸高等学校（こうちけんりつ むろとこうとうがっこう）は、高知県室戸市室津に所在する公立の高等学校。

## 設置学科
全日制課程
- 総合学科
  - 文理総合系列
  - IT・アート系列
  - 生活福祉系列
  - 機械技術系列

定時制課程
- 普通科

## 沿革
- 1946年（昭和21年）3月30日 - 高知県立室戸中学校同高等女学校として創立。
- 1948年（昭和23年）4月15日 - 学制改革により高知県立高知室戸高等学校と改称。
- 1948年（昭和23年）6月12日 - 吉良川分校、甲浦分校認可される。
- 1949年（昭和24年）8月31日 - 高等学校再編成により高知県立室戸高等学校と改称。
- 1951年（昭和26年）5月1日 - 野根分校認可される。
- 1969年（昭和44年）4月1日 - 甲浦分校定時制が全日制となる。
- 1972年（昭和47年）3月31日 - 野根分校が廃校となる。
- 1982年（昭和57年）3月31日 - 吉良川分校が廃校となる。
- 1982年（昭和57年）4月1日 - 定時制課程を設置。
- 1997年（平成09年）4月1日 - 総合学科を設置。
- 1999年（平成11年）3月31日 - 甲浦分校が廃校となる。
- 2007年（平成19年）4月1日 - 定時制課程を学年制から単位制に改編。

## 部活動
日本では数少ない、女子硬式野球部がある公立高校である。
- 男子硬式野球部
  - 選抜高等学校野球大会：出場1回（ベスト8 / 2007年春〈第79回〉）
  - 明治神宮大会枠での出場。初戦で優勝候補の報徳学園、2回戦で宇部商といった強豪を破るなどしてベスト8入りした。

## 著名な出身者
- 久保友之 - 元・セントラル・リーグ審判員
- 小松剛 - 元・プロ野球選手
- 福岡佐智子（ドラ）- ミュージシャン（スーパーバンド）